# سوبراتور
سوبراتور شركة مغربية لنقل المسافرين بالحافلات، وهي تابعة للمكتب الوطني للسكك الحديدية بالمغرب، ويوجد مركز عمليتها في مدينة الرباط. وقد جاءت فكرة إنشاء هذه الشركة ليتم استخدام حافلاتها بالمناطق التي لا تصلها السكة الحديدية خصوصاً في الجنوب المغربي ابتداءً من مدينة مراكش.
وتعمل سوبراتور بتكامل مع شبكة المكتب الوطني للسسكك الحديدية، وذلك كامتداد لخطوط السكة الحديدية أو عبر الوصول للمناطق التي لا تغطيها بعد الشبكة السككية، في إطار الترويج لمنتج «النقل الطرقي-السككي» حيث يمكن للمسافرين ولوج القطار والحافلة معاً من خلال شراء تذكرة واحدة. ومن موقعها القوي هذا، أضحت سوبراتور فاعلاً رئيسياً في نقل المسافرين، حيث نقلت 1.5 مليون مسافر سنة 2017.

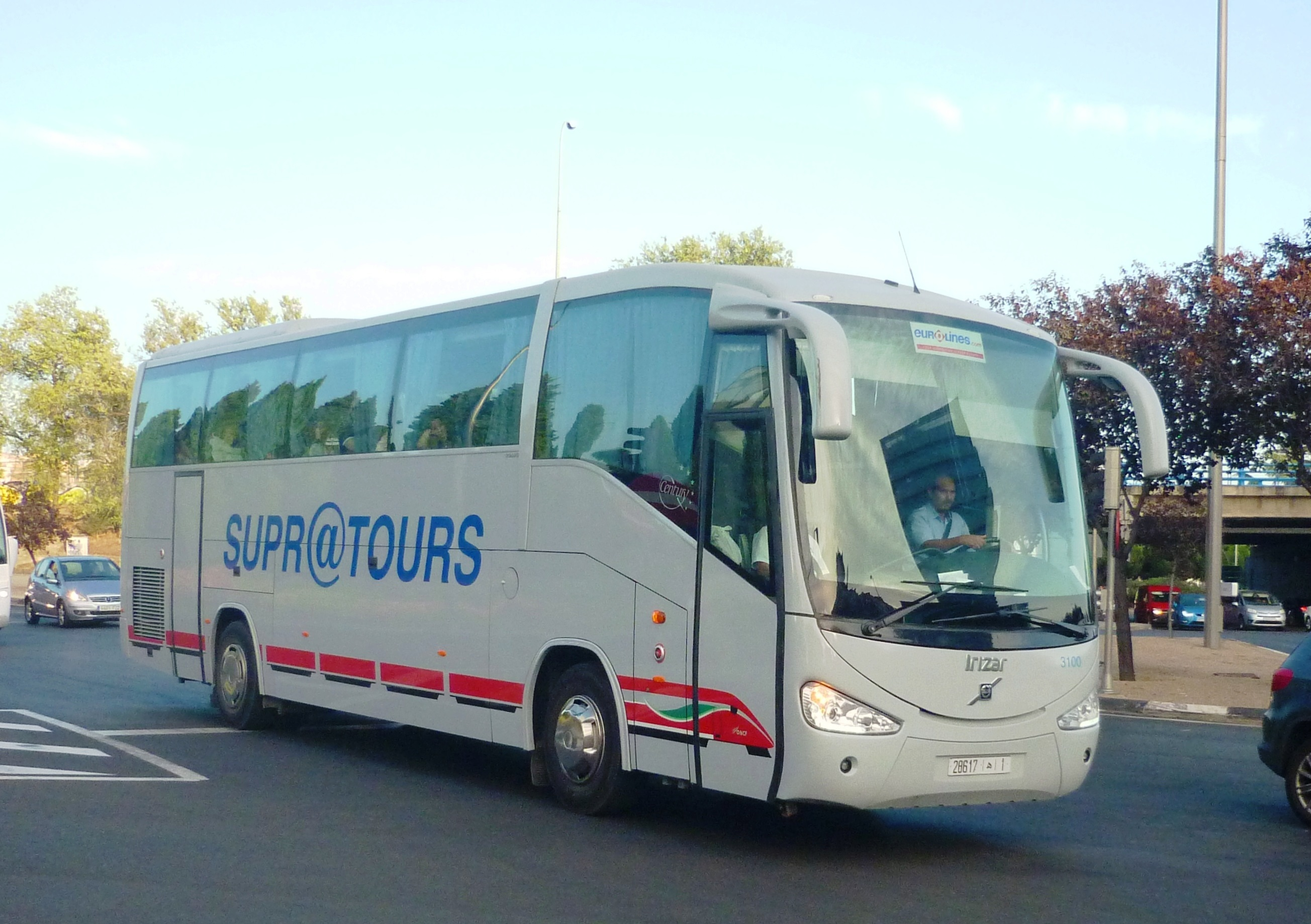
حافلة سوبراتور

## تذاكر السفر
يُمكن شراء تذاكر السفر الخاصة بسوبراتور إما من خلال الوكالات التجارية والتي تكون غالباً موجودة بجوار محطات القطار أو المحطات الطرقية، أو يمكن شراء التذاكر من خلال الموقع الإلكتروني للمكتب الوطني للسكك الحديدية نسخة محفوظة 28 يونيو 2020 على موقع واي باك مشين..

## تاريخ
1983: قام المكتب الوطني للسكك الحديدية بإحداث وكالة النقل والسياحة.
1987: تم تغيير اسم وكالة النقل والسياحة لتصبح سوبراتور.
1995: بدأت سوبراتور في تشغيل خطوط النقل الدولية عبر حافلاتها.
2009: أنشئت الشركة فرعاً لها خاص بالنشاط السياحي يحمل اسم سوبراتور للسفر.

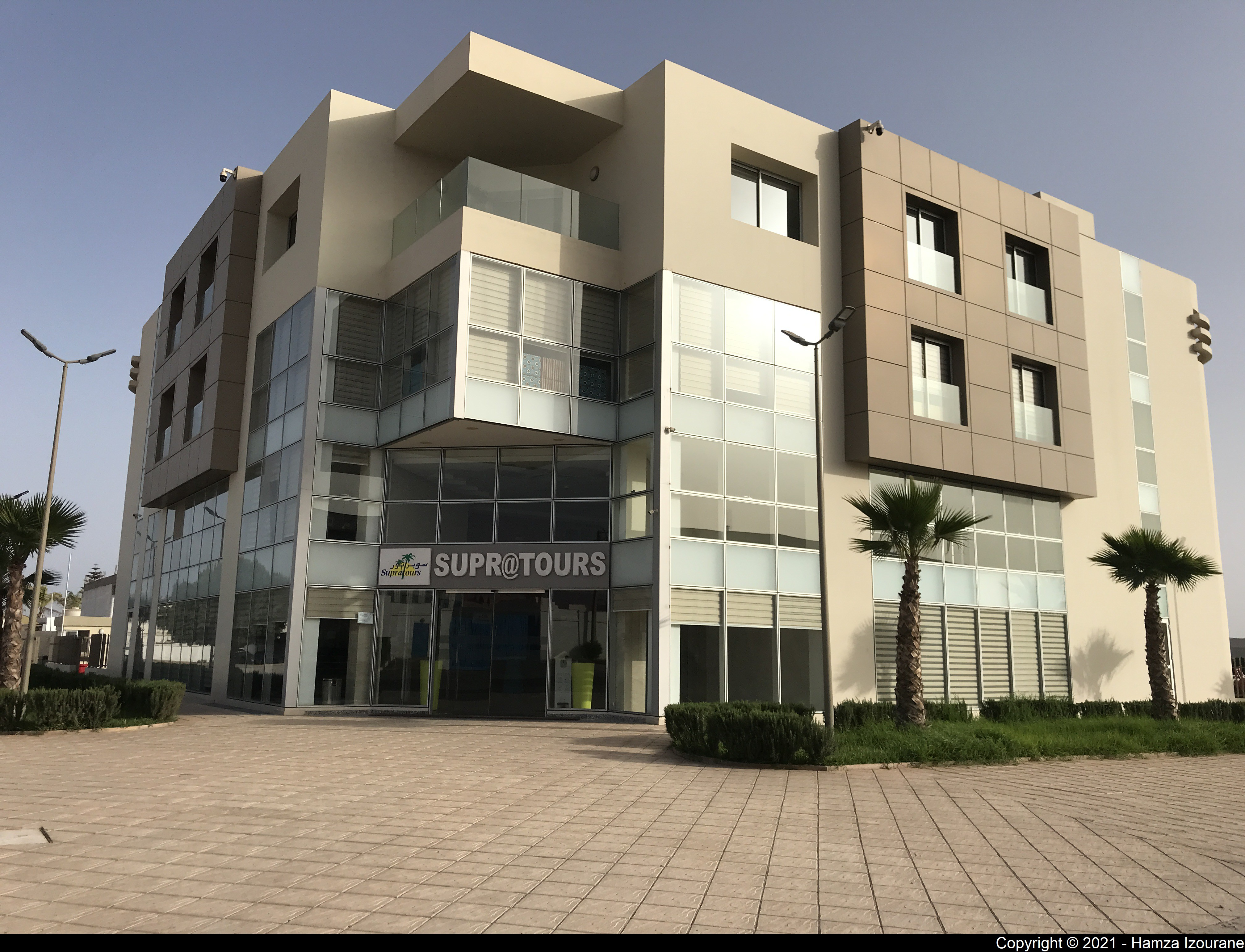
محطة سوبراتور في تاسيلا - أكادير

## إحصائيات
تتوفر سوبراتور على:
- 60 وكالة تجارية، يعود تسيير 20 منها لسوبراتور، بينما يتكلف الوكلاء بتسيير الوكالات الأخرى.[3]
- 6 مراكز تقنية لصيانة الحافلات.
- إلى غاية سنة 2014، تتوفر سوبراتور على 413 موظف.[4]